# Khar (Pakistan)
Khar ist ein Ort in Pakistan. Er liegt in der Provinz Khyber Pakhtunkhwa. Bis 2018 gehört er zu den Stammesgebieten unter Bundesverwaltung und ist der größte in der Bajaur Agency. Er wird mehrheitlich von Angehörigen des paschtunischen Stammes der Salarzai bewohnt.
Am 25. Dezember 2010 sprengte sich eine Selbstmordattentäterin an einem Sammelpunkt des Welternährungsprogramms der Vereinten Nationen in die Luft. Sie tötete 40 Menschen und verletzte 100 weitere. Der Anschlag war der Erste einer Frau in Pakistan.